# Ganborough
Ganborough – osada w Anglii, w hrabstwie Gloucestershire, w dystrykcie Cotswold. Leży 36 km na wschód od miasta Gloucester i 123 km na północny zachód od Londynu.